# 岑川镇
岑川镇，中华人民共和国湖南省岳阳市平江县下属的一个镇，位于平江县西北部。

## 建制沿革
- 1956年，置岑川乡；
- 1958年，改岑川公社；
- 1984年，复置岑川乡；
- 2001年，改置岑川镇。

## 行政区划
岑川镇下辖1个居委会与15个行政村：
- 金新居委会
- 金砂村、新开村、龙盘村、仓湾村、雷峰村、高型村、九峰村、新祜村、北正村、大义村、水口村、郭洞村、新南村、集祜村、袁新村